# Podagra crassipes
Podagra crassipes är en fjärilsart som beskrevs av Smith 1902. Podagra crassipes ingår i släktet Podagra och familjen nattflyn. Inga underarter finns listade i Catalogue of Life.